# شهر سیاه

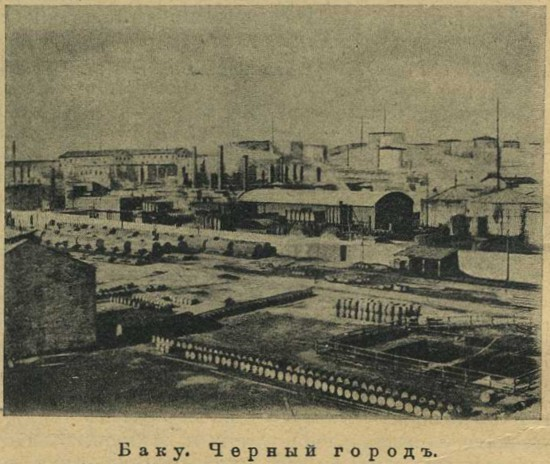
عکس شماره ۵۰ در مجلهٔ طبیعت و مردم، شهر سیاه، سال ۱۹۱۰

شهر سیاه (ترکی آذربایجانی: Qara Şəhər) یک منطقه مسکونی در همسایگی باکو می‌باشد، که مرتبط با پیدایش و توسعه صنعت نفت آذربایجان ایجاد شده‌است. ابتدا اینجا محل قرارگیری کارخانجات تصفیه نفت بود. در سال ۱۸۷۳، زمانی که فرمانی برای انتقال کارخانه‌ها به اراضی‌های خالی حاشیه شهر باکو صادر شد، در این ناحیه (شهر سیاه) نزدیک به ۱۰۰ کارخانه، مرکز تجاری و مناطق مسکونی بنا گردید. از آنجا که به زودی دودهای سیاه این کارخانه‌ها، همان ناحیه را به رنگ سیاه درآورد، آن را شهر سیاه نامگذاری کردند.
در نیمه دوم قرن ۱۹ میلادی صنعت نفت آذربایجان به صرعت در حال رشد بود، که به زودی به نواحی هم‌جوار رونق یافت و دودهای برخاسته از کارخانه‌های آنجا کلیه مناطق اطراف را فرامی گرفت. افکار عمومی در خصوص اینکه این وضع ناخوشایند از پیشرفت شهر ممانعت به عمل می‌آورد، حکومت را وارد به حل و فصل این مشکل روبه‌رو کرده بود. به این ترتیب، در سال ۱۸۷۰، دولت تصمیم بر تخریب ۱۴۷ کارخانه واقع در شهر و توابع آن و انتقال آنها به اراضی‌های خالی در ۲ کیلومتری شهر گرفت.
پس، در سال ۱۸۷۶، شهرک صنعتی جدید در جای چراگاه‌ها، باغ، بوستان و کشتزارهای مردم در کشله تشکیل شد. تا سال ۱۸۸۰، بیش از ۱۸۸ مؤسسه در این شهرک شروع به فعالیت کرده بود. می‌توان گفت که، در سال ۱۹۰۵، تمامی تأسیسات بزرگ نفتی باکو در این بخش شهر قرار داده شده بود. سپس به دلیل دودهایی که از کارخانه‌ها برمی‌خاسته‌است، تمامی ساختمان‌های موجود در این شهرک شکل سیاه رنگی به خود گرفته بودند که این امر نیز باعث شد مردم از دهه ۱۸۸۰ بدان شهر سیاه بگویند.
همین که تعداد بناهایی به سقف مجاز برای ساخت و ساز در شهرک رسیدند، صنعت‌گران به سراغ محل جدید بابت ساخت تأسیسات نفتی جدید رفتند. از اینکه نزدیک‌ترین محل به شهرک سیاه خاک‌های مردم کشله بود، صنعت‌گران آنجا را برگزیدند. به زودی اینجا شهرک صنعتی جدید- «شهر سفید - ایجاد گردید. این به معنی امتداد شهر سیاه به سوی شرق بود.
در سال ۱۸۷۸، از طرف برادران نوبل برای اولین بار در تاریخ امپراتوری روسیه لوله انتقال نفت از بالاخانی تا شهر سیاه کشیده شد.

## تاریخچه

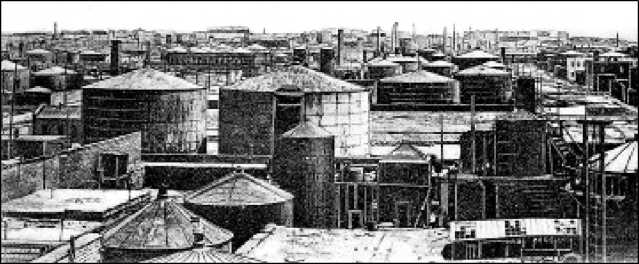
شهر سیاه در ۱۹۱۳

### اطلاعات کلی
در پی امضای عهدنامه گلستان به سال ۱۸۱۳، باکو ضمیمه امپراتوری روسیه شد. در آن بازه زمانی، باکو شهری کوچک با جمعیتی حدوداً ۱۰ هزار نفری بود. در سال‌های ۱۸۴۷ الی ۱۸۴۸ حفاری نخستین چاه نفت در طور تاریخ بشر در باکو رقم خورد. ساخت و ساز اولین کارخانه‌های تصفیه نفت در اطراف شهر از سال ۱۸۵۹ شروع شد. در سال‌های ۱۸۶۰، نفت استخراج شده از میدان‌های نفتی باکو سهم ۹۰ درصدی در تأمین کشورهای جهان با نفت داشت. بعدها گسترش ساخت کارخانه‌ها و کارگاه‌ها منجر به آلودگی هوای شهر گردید. اذهان عمومی دولت را به ساخت شهرک صنعتی نو در ناحیه ای برون شهر واداشت. در سال ۱۸۷۰، طرح واگذاری مراتع مردم در بخش شرقی شهر برای بنای کارخانه‌های تصفیه نفت مطرح شد.
در سال ۱۸۷۲، در حدود ۶۰ کارخانه تولید نفت سفید در باکو وجود داشت. بعد دولت در این خصوص قانونی به تصویب رساند، که ساخت کارخانه ای جدید در شهر را منع و بر انتقال کارخانه‌های تصفیه نفت تأکید می‌کرد.

### بنیان‌گذاری و رونق شهر
در سال ۱۸۷۴، در شهر سیاه که، در فاصله ۱۲ کیلومتری از بندر قرار می‌گرفت، روی هم رفته ۱۲۳ کارخانه تصفیه نفت موجود بود. نقشه‌نگاری زمین شهرک در سال ۱۸۷۶ تکمیل شد. زمین دامداری‌ها و مزارع کشله برای انتقال کارخانه‌ها اختصاص یافت، کارخانه‌هایی که فعالیت آنها در مرکز شهر ممنوع اعلام شده بود. شهرک صنعتی جدید در فاصله ۲ کیلومتری مرکز شهر قرار گرفت. برای پیشگری از آلودگی، ممنوعیتی از ساخت کارخانه‌های تصفیه نفت در بخش‌های مسکونی شهرک اتخاذ شد. در سال ۱۸۸۰، دیگر ۱۱۸ مؤسسه تولیدی در شهرک فعالیت داشت.
در سال ۱۸۷۸، برادران نوبل اولین لوله انتقال نفت در تاریخ امپراتوری روسیه را در باکو کشیدند. ظرفیت روزانه این خط لوله که ۹ کیلومتر طول و ۲ اینچ عرض داشت، ۱۰ هزار بشکه نفت بود. در سال ۱۸۷۹، شرکت تولیدی برادران نوبل دایر گردید. این شرکت به زودی سهم ۷۵ درصدی از کل صنایع نفت باکو را در دست خود گرفت.

## توسعه بعدی
زمین‌های نفتخیز بالاخانی در فاصله ۱۴ کیلومتری باکو قرار گرفته بودند. سون هدین، سفرنامه نویس سوئدی در سال ۱۸۹۰ که در مسافرت به آذربایجان به سر می‌برد، از همان زمین‌ها دیدن کرد. آنجا از ۴۱۰ چاه نفت با عمق تقریباً ۲۲۰ تا ۲۷۰ متر برخوردار بود، که ۱۱۶ تا از آنها مال برادران نوبل بودند.
وقتی که شهر سیاه رونق و گسترش پیدا کرد، صنعت‌گران برای تأمین مایحتاج خود جویای تمهیدات و مناطق مناسب جدیدی شدند. به این ترتیب، اندکی بعد شهرک صنعتی نو در شرق شهر سیاه تشکیل شد، که شهرک سفید نام گرفت. قریب به ۲۰ کارخانه تصفیه نفت و مؤسسه تجاری در اواخر سال ۱۹۰۲ در این شهرک یادشده ساخته شدند. به دلیل اینکه کارخانه‌های شهرک سفید نسبت به کارخانه‌های شهرک سیاه مدرن تر بودند، خسارت چندانی به محیط زیست وارد نمی‌کردند و موجب آلودگی شدید نمی‌شدند. در سال‌های ۱۸۸۲–۱۸۸۳، برادران نوبل طرح شرکت صنعتی موسوم به «Villa Petrolea» را در تقاطع مرز مشترک دو شهرک افکندند. تا سال ۱۹۰۵، شهرک سفید به محل قرارگیری بسیاری از کارخانه‌های تصفیه نفت باکو مبدل گشت.